# 3068 Khanina
3068 Khanina (1982 YJ1) là một tiểu hành tinh vành đai chính được phát hiện ngày 23 tháng 12 năm 1982 bởi L. G. Karachkina ở Nauchnyj.